# 1848
Тази година е от много голямо значение в исторически план поради вълната от революции. Това са поредица от широко разпространените борби за по-либерални правителства, които избухват от Бразилия до Унгария; макар че повечето от тях не успяват в непосредствените си цели, те променят значително политическата и философската нагласа и оказват значително влияние през останалата част от века.

## Събития
- 24 януари – Започва Калифорнийската златна треска в Сакраменто.
- 22 февруари – Започва Френска революция (1848) в Париж.
- 13 март – Канцлерът на Австрия Клеменс фон Метерних напуска поста си след близо 40-годишно управление.
- 28 ноември – Берн е избран за столица на Швейцария.

### Продължаващи събития
- Големия глад в Ирландия (1845 – 1849)

## Родени
- Михаил Радославов, български революционер
- Алексей Церетели, руски дипломат
- Васил Личев, български революционер
- Пиер-Жорж Жанио, френски художник
- 2 януари – Георги Тишев, български политик
- 4 януари – Таро Кацура, Министър-председател на Япония
- 6 януари – Христо Ботев (стар стил – 25 декември 1847 г.)
- 12 януари – Василий Суриков, руски художник, исторически живописец († 1916 г.)
- Педро Монт Монт, чилийски политик и президент на Чили (1906 – 1910)
- 16 февруари – Октав Мирбо, френски писател
- 16 февруари – Хуго де Фриз, холандски ботаник
- 18 февруари – Луис Комфорт Тифани, американски художник и дизайнер
- 4 март – Карл де Бур, немски историк
- 15 март – Иван Драсов, революционер, член на Центр. к-т на БРЦК, общественик
- 20 април – Курд Ласвиц, немски писател († 1910 г.)
- 24 април – Георги Кирков, български учен
- 21 май – Търпо Поповски, български свещеник от Македония
- 23 май – Ото Лилиентал, германски авиатор и изобретател
- 25 май – Хелмут фон Молтке, германски военачалник
- 7 юни – Пол Гоген, френски художник
- 9 юли – Роберто I Бурбон-Пармски, херцог на Парма и Пиаченца
- 15 юли – Вилфредо Парето, икономист и социолог
- 2 август – Йозеф Шмаха, чешки актьор, режисьор и педагог
- 8 ноември – Готлоб Фреге, немски математик и философ
- 11 ноември – Ханс Делбрюк, немски историк
- 2 декември – Стефан Любомски, български военен деец
- 4 декември – Ради Иванов, български революционер и общественик

## Починали
- Неофит Бозвели, български духовник
- 27 март – Габриел Биброн, френски зоолог
- 8 април – Гаетано Доницети, италиански композитор
- 24 май г. – Анете фон Дросте-Хюлзхоф, немска поетеса (р. 1797 г.)
- 4 юли – Франсоа Рене дьо Шатобриан, френски писател и политик
- 21 юли – Христаки Павлович, български просветен деец
- 26 юли – Анастасиос Палатидис, гръцки лекар и общественик
- 7 август – Йонс Берцелиус, шведски химик
- 12 август – Джордж Стивънсън, английски изобретател
- 13 септември – Мария-Изабела Бурбон-Испанска, кралица на Двете Сицилии
- 31 октомври – Стивън У. Киърни, Американски военачалник
- 24 ноември – Уилям Лемб, английски политик, аристократ
- 24 ноември – Уилям Ламб, английски политик, аристократ
- 18 декември – Бернард Болцано, чешки математик
- 19 декември – Емили Бронте, английска писателка

Вижте също:
- календара за тази година